# Soyécourt
 Soyécourt  es una población y comuna francesa, en la región de Picardía, departamento de Somme, en el distrito de Péronne y cantón de Chaulnes.

## Demografía
| 169 | 191 | 150 | 169 | 185 | 204 | 192 |
| Para los censos de 1962 a 1999 la población legal corresponde a la población sin duplicidades (Fuente: INSEE [Consultar]) |     |     |     |     |     |     |